# Polsat Film
Polsat Film – kanał tematyczny Telewizji Polsat o tematyce filmowej.

## Historia
17 marca 2009 roku kanał dostał koncesję od Krajowej Rady Radiofonii i Telewizji na rozpowszechnianie go drogą satelitarną, a emisję rozpoczął 2 października o godzinie 10:59. Pierwszą audycją był film „Ponad Światem”.
Można na nim zobaczyć wiele produkcji filmowych. Dyrektorem kanału została Agnieszka Andrzejczak. Początkowo stacja miała się nazywać Polsat Kino. 
Jest dostępny na platformie cyfrowej Polsat Box, od 2012 w wersji HD. Był także dostępny w Cyfrze+ na kanale 46.
24 lutego 2020 roku Polsat Film został uruchomiony w naziemnej telewizji cyfrowej testowo w DVB-T2/HEVC w Poznaniu oraz w DVB-T/HEVC w Katowicach, Warszawie i Gdańsku. Testy zostały zakończone 31 maja 2020 roku.
6 kwietnia 2020 roku Polsat Film zmienił swój logotyp i oprawę graficzną wraz z sąsiednimi kanałami Polsatu.
Od 20 sierpnia 2013 r. Kanał nadaje 24-godziny na dobę. Do 15 sierpnia kanał nadawał w godzinach 7.30-2.00, zaś od 16 do 19 sierpnia zaczęto wydłużać emisję kanału do 24 godzin. Jako program w luce 2.00-7.30, emitowano program "Zza kamery...".

## Ramówka
Między 21.00 a 1.00, w dni powszednie nadawane są wieczorne pasma  poświęcone konkretnym gatunkom filmowym: „Intrygujący Poniedziałek”, „Wesoły Wtorek”, „Sensacyjna Środa”, „Romantyczny Czwartek” i „Gwiazdorski Piątek”. W soboty o 21.00 widzowie mogą zobaczyć „superhity”, a w niedziele – klasyczne produkcje. W ramówce można też zobaczyć także programy i seriale m.in. produkcji telewizji Polsat.

## Dostępność
- Polsat Box Go
- Polsat Box
- Canal+
- Orange
- Netia
- Multimedia Polska
- UPC Polska
- Vectra
- Inea
- Toya
- Avios
- ITV Media
- JamBox

## Logo
| Data wprowadzenia   | Opis | Ilustracja |
| ------------------- | --- | ---------- |
| 2 października 2009 | Logotyp przypomina znak Polsatu, lecz różni się od niego kolorem. Napis „POLSAT” znajduje się na dole na fioletowym tle, a na górze biały napis „FILM” na czarnym tle. Obok napisu „FILM” jest pięć białych kwadracików przypominających taśmę filmową.                                                                        |            |
| 6 kwietnia 2020     | Logo podobne do poprzedniego. Napis „FILM” zmienił font i zajmuje całą górną część loga. Rolka filmowa została usunięta. Górna część w kolorze fioletowym a dolna, podobnie jak pozostałe stacje, czerwona. W wersji HD po prawej stronie loga znajduje się czerwony kwadrat z napisem „HD”. Na ekranie logo półprzeźroczyste. |            |
| 30 sierpnia 2021    | Fioletowe (na drugim jasnofioletowe, na czwartym i piątym ciemnofioletowe) paski tworzące kulę, pod nią fioletowy napis „polsat film”. |            |